# Ernst Gottschalk (Bildhauer)
Ernst Gottschalk (* 15. Oktober 1877 in Düsseldorf; † 2. September 1942 ebenda, vollständiger Name: Friedrich Ernst Gottschalk) war ein deutscher Bildhauer. Er war Mitglied in der Vereinigung „Das Junge Rheinland“, ab 1923 in der Rheingruppe, im Künstlerverein Malkasten und später in der Rheinischen Sezession. Sein Werk umfasst Denkmäler, Skulpturen, Porträtbüsten, Reliefs und figürliche Grabdenkmäler.

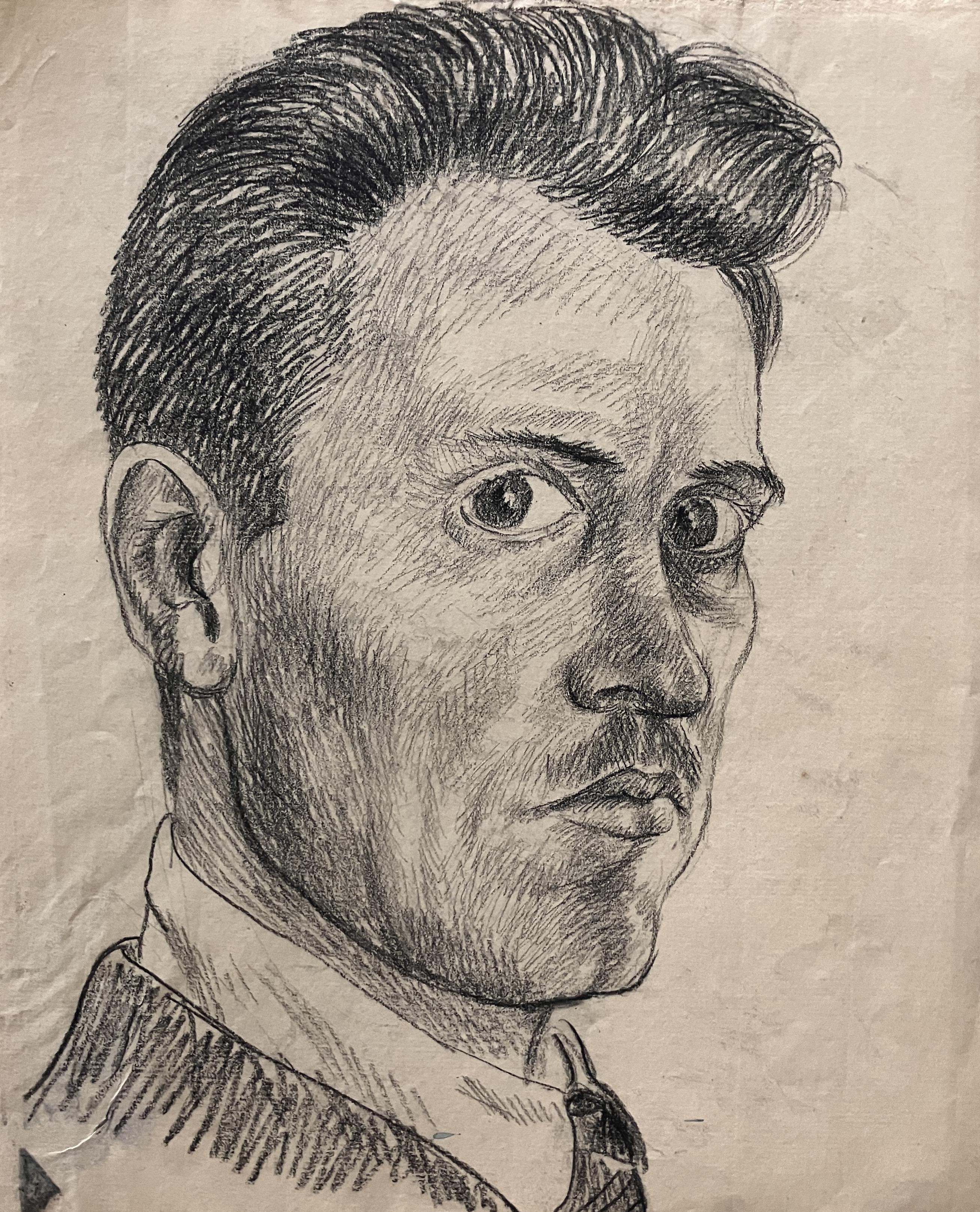
Selbstporträt von Ernst Gottschalk, ca. 1930

## Biografie
Gottschalk begann im Alter von 15 Jahren eine Ausbildung zum Kunstholzschnitzer bei Horst am Wehrhahn in Düsseldorf. Parallel besuchte er die Abendklasse der Kunstgewerbeschule Düsseldorf. Gottschalk war dort Schüler des Bildhauers Clemens Buscher, des Malers Wilhelm Sprengel und von Ludwig Wagner, Lehrer für ornamentale Formenlehre. Sein Curriculum umfasste Flachornament, Gipszeichnen, Modellieren und Aktzeichnen.
In den Jahren 1896 bis 1905 war Gottschalk als Holzbildhauer in Hildesheim, Goslar, Mainz, Aachen, Hannover, Bremen und schließlich in Berlin tätig. Für diese Zeit ist ein dreiwöchiger beruflicher Aufenthalt in Paris bestätigt.
Von 1905 bis 1906 besuchte Gottschalk die Kunstschule am Halleschen Tor in Berlin. Dort erhielt er 1906 den Auftrag in Jekaterinoslaw, für eine Kunstschule, die sich im Bau befand, Tonplastiken zu erstellen.
Ab 1907 besuchte Gottschalk erneut die Kunstgewerbeschule Düsseldorf und wurde Schüler von Rudolf Bosselt in der Klasse für Modellieren. Wohl ab 1910 war er freischaffend tätig, mit Atelier in der Kunstgewerbeschule Düsseldorf. Ab 1911 besuchte Gottschalk trotz Studienende die Aktklasse von Hubert Netzer zur Weiterbildung. Er war Kommilitone von Josef Enseling, Robert Ittermann und Adolf Uzarski.
Gottschalk errang 1922 mit seinem Entwurf bei einem „Wettbewerb zur Erlangung von Entwürfen für künstlerische Weihnachtskrippen“, den die „Westdeutsche Vereinigung für christliche Kunst Ars christiana“ in Köln ausgeschrieben hatte, den 1. Preis, der mit 4000 Mark dotiert war. Er war freischaffendes Mitglied verschiedener Vereinigungen, zunächst der Gruppe „Das Junge Rheinland“, dann der „Rheingruppe“, später der Rheinischen Sezession. Er pflegte Freundschaften mit Malern wie Otto Dix, Otto Pankok, Heinrich Nauen (dem Lehrer von Dix), Werner Gilles und Bildhauern wie Ernst Barlach, Georg Kolbe, Wilhelm Lehmbruck und Arno Breker. Von letzterem sagte er sich los, als dieser für die Nationalsozialisten zu arbeiten begann, welche Gottschalk ablehnte. Ihn verband ein freundschaftliches Verhältnis mit Johanna Ey. Sein Atelier befand sich ab 1929 bis Ende der 1930er Jahre in der Neuen Kunstakademie in Stockum.
Gemeinsam mit dem jüdischen Bildhauer Bernhard Sopher sollte Gottschalk einige Plastiken für den Eingang des Düsseldorfer Museums schaffen. Die beiden Skulpturen Sophers (Die Jugend und Die reife Frau) wurden jedoch 1937 von den Nationalsozialisten als „entartet“ eingestuft und eingeschmolzen. Gottschalks Figuren wurden 1942 demontiert, da sie als kriegswichtiges Material zur „Metallspende“ vorgesehen waren. Sie überstanden den Krieg unbeschadet und wurden 1946 wieder an ihrem ursprünglichen Platz aufgestellt.
Der schriftliche und werksdokumentierende Nachlass von Ernst Gottschalk liegt seit 2011 im Rheinischen Archiv für Künstlernachlässe in Bonn.

## Ausstellungen (Auswahl)
- „Das Junge Rheinland“, Düsseldorf, Kunsthalle, 22. Juni – 20. Juli 1919
- Große Kunstausstellung, Düsseldorf, Kunstpalast, 15. Mai bis 3. Oktober 1920.[8]
- Erste internationale Kunstausstellung, Düsseldorf, Kunstpalast 28. Mai – 3. Juli 1922
- Große Berliner Kunstausstellung, 1922
- Düsseldorfer Künstlerverein, Mai – Juni 1922
- „Rheingruppe“, Warenhaus Tietz, Düsseldorf, ab 26. November 1923
- Große Düsseldorfer Kunstausstellung, Köln, 19. Juli – Ende August 1924
- Große Kunstausstellung, Düsseldorf, 30. Mai – 4. Oktober 1925
- Ruhmeshalle Barmen, März 1926
- Kunsthalle Düsseldorf, ab 2. Mai – Juni 1926
- GeSoLei, 1926
- Große Kunstausstellung, Düsseldorf, 8. Mai – Oktober 1926
- Deutsche Kunst, Düsseldorf, Mai – Oktober 1928
- Jubiläumsausstellung, Düsseldorf, Kunsthalle, 4. Mai – 30. Juni 1929
- Rheinische Kunst Nürnberg 24. Mai – 5. Oktober 1930
- Rheinische Sezession, Jahres-Ausstellung, Düsseldorf, Kunsthalle, Mai – Juni 1930
- Rheinische Kunst, Berlin 1. März bis 6. April 1930
- Düsseldorf-Münchener Kunstausstellung, Düsseldorf, 14. Mai – 31. August 1932
- Junge religiöse Kunst, Kunsthalle Düsseldorf, 13. August – 2. Oktober 1932
- Porträtausstellung, Kunstverein 1932
- Kunsthalle Düsseldorf, Oktober – November 1933
- Ausschnitt aus dem Jungen und jüngsten Kunstschaffen Düsseldorf, Kunsthalle, 13. Januar – 28. Februar 1935
- Große Kunstausstellung, Düsseldorf, Kunsthalle, 15. Mai – 15. Oktober 1937
- Frühjahrsausstellung, Düsseldorf, Kunsthalle 1. März – 31. Mai 1940
- Herbstausstellung Düsseldorfer Künstler, Kunsthalle, 6. Oktober – 24. Dezember 1940

Posthum
- Winterausstellung Düsseldorfer Künstler, Kunsthalle, 13. Dezember 1942 – 31. Januar 1943
- Winterausstellung Düsseldorfer Künstler, Kunsthalle, 19. Dezember 1943 – Januar 1944
- Düsseldorfer Gedächtnisausstellung Lebendiges Erbe, 1946
- Düsseldorfer Gedächtnisausstellung Lebendige Vergangenheit, 1956

## Werke (Auswahl)

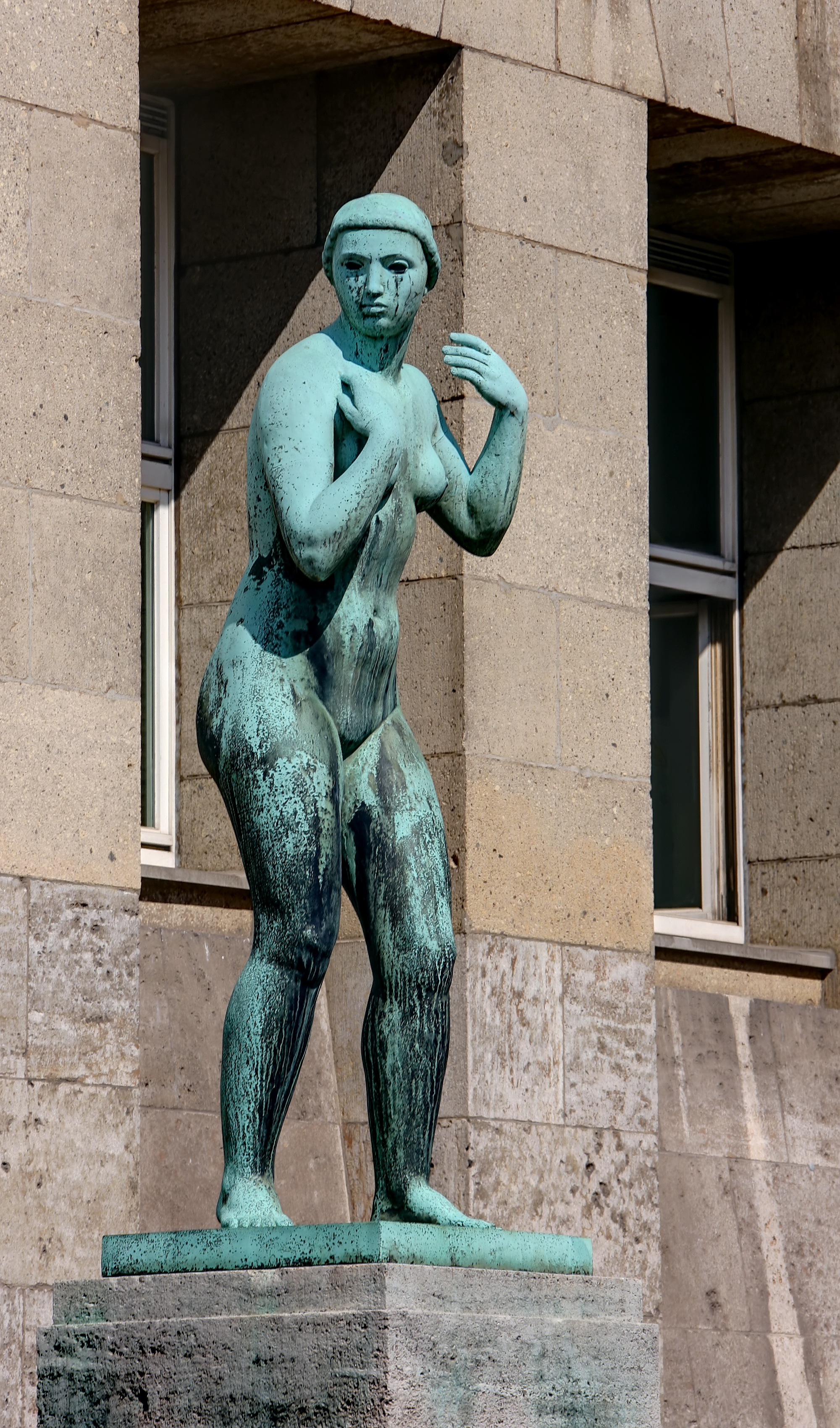
Weiblicher Akt, Haupteingang Museum Kunstpalast, entstanden 1925 anlässlich der GeSoLei

- 1906: Auftragsarbeit einer Statue an der staatlichen Kunstschule in Jekaterinoslaw, Südrussland
- 1911: Plastik des Brunnens in Holzappel
- 1912: Grabmal Hesemann, Düsseldorf, Südfriedhof
- 1913: Brunnen im Offiziersgenesungsheim in Baden-Baden (Architektur und Plastik)
- 1914: Schreitender Mann im Wind (Holzplastik)
- 1922: Steinplastik Klagende Frauen, erster Ankauf der Stadt Düsseldorf
- 1925: Zwei große weibliche Akte, anlässlich der GeSoLei
- 1926: Zwei Steinskulpturen an der „Rheinlust“, anlässlich der GeSoLei
- 1930: Büste des Dichters Christian Dietrich Grabbe für das Düsseldorfer Stadtmuseum
- 1932: Kriegerdenkmal in Geldern
- 1933: Arthur-Schloßmann-Denkmal auf dem Gelände des Universitätsklinikums Düsseldorf an der Moorenstraße in Düsseldorf-Bilk
- 1933: Büste des Dichters Heinrich Heine, im Auftrag des Düsseldorfer Heimatvereins „Düsseldorfer Jonges“
- 1934: Christophorus-Statue (überlebensgroß), für das Düsseldorfer Polizeipräsidium
- 1935: Große Statue Der Spatenmann aus Stein für den Nordpark Düsseldorf im Rahmen der Reichsausstellung Schaffendes Volk 1936 (verschollen)
- 1938: Hermes-Statue, für die Vereinsbank in Duisburg-Marxloh, Kaiser-Friedrich-Straße
- Männlicher Akt (Bronze; 49,5 cm; Museum Kunst der Verlorenen Generation, Salzburg)[9]
- 1941–1942: Entwurf einer Kreuzigungsgruppe für St. Johann Baptist in Wuppertal – Kruzifix. Nach seinem Entwurf vollendete der Bildhauer Eduard Kaufmann die Seitenfiguren[10]